# Róna Tibor
Róna Tibor (Budapest, 1923. április 14. – London, 2002. november 2.) magyar humorista, író, újságíró, kabarészerző, színházigazgató.

## Életpályája
A második világháború után könyv- és lapkiadóként dolgozott. 1959-től a Magyar Rádiónál dolgozott. 1967-1970 között a Vidám Színpad igazgatója volt. 1973-tól Angliában élt.

## Színházi művei
A Színházi Adattárban regisztrált bemutatóinak száma: 24.
- Robin Hood (1958, 1970)
- Nemcsak űr ügy (1960)
- Biztos siker (1960)
- Nő a siker (1961)
- Vigyázat, utánozzák! (1962)
- Kimegyünk az életbe (1963)
- Nem politizálunk! (1963-1964)
- Több nyelven beszélünk (1964)
- Ez van nyáron (1964)
- 'Hotel Varieté' (1964)
- 'Tengerjáró Varieté' (1965)
- Kicsi vagy kocsi? (1965)
- Made in Hungary (1966)
- Nyugalom, a helyzet változatlan! (1966, 1971)
- Álom az államban (1967)
- Urak és elvtársak (1968-1969)
- És mi lesz holnap? (1970)
- Le a bajusszal! (2001)

## Művei
- Budapesti kirándulóhelyek (1958)
- Idegenvezető különpróba; Móra Bp., 1960 (Úttörő különpróbafüzetek)
- 500 kép Magyarországról; képszerk. Barabás Tibor; Panoráma, Bp., 1961
- Több nyelven beszélünk. Kabarékönyv; Szépirodalmi, Bp., 1966
- Budapesti kirándulóhelyek; kieg. Lévai Béláné; 2. kiad.; Panoráma, Bp., 1968
- Róna Tibor–Litványi Károly: Urak és elvtársak. Kabarékönyv; Szépirodalmi, Bp., 1970

## Díjai
- József Attila-díj (1964)